# Isohypsibius indicus
Isohypsibius indicus är en djurart som tillhör fylumet trögkrypare, och som först beskrevs av Murray 1907.  Isohypsibius indicus ingår i släktet Isohypsibius och familjen Hypsibiidae. Inga underarter finns listade i Catalogue of Life.